# Kundelbach
Der Kundelbach ist ein rechter Zufluss der Ruwer in Kasel in Rheinland-Pfalz, Deutschland.

## Verlauf
Der Kundelbach entspringt auf etwa 293 m ü. NN, hat eine Länge von etwa anderthalb Kilometern und mündet auf etwa 141 m ü. NN in die Ruwer.